# Rosário (Almodôvar)
Pour les articles homonymes, voir Rosario (homonymie).
Rosário est une paroisse civile portugaise (en portugais : freguesia) de la municipalité d'Almodôvar dans le district de Beja.

## Géographie
Rosário est située au nord d'Almodôvar, sur la route de la municipalité de Castro Verde dont elle est limitrophe.

## Démographie
Lors du recensement de 2021, Rosário compte 592 habitants.